# Spicer Memorial College
Spicer Memorial College est un centre universitaire de l'Église adventiste du septième jour. Il est situé près de Pune dans l'État de Maharashtra en Inde.  

## Campus

### Histoire
L'histoire de Spicer Memorial College est aussi ancienne que l'histoire de l'adventisme en Asie du Sud. Quand les pionniers adventistes arrivèrent dans la péninsule indienne, ils établirent la première école adventiste à Karmatar, dans l'ouest du Bengale. Ils établirent aussi une institution d'enseignement supérieur à Coimbatore, dans l'État de Tamil Nadu, s'appelant alors South India Training School (l'école de formation de l'Inde du sud). En 1915, celle-ci fut relocalisée à Bangalore, puis en 1942 au site actuel de Pune. Depuis 1955, l'institution s'appelle Spicer Memorial College, en mémoire de William Spicer, un ancien président de la Conférence générale de l'Église adventiste, qui fut un missionnaire en Inde.  

### Organisation
Spicer Memorial College est non loin de Pune, à environ 130 km de Bombay. Il est situé dans un milieu rural excellent pour l'agriculture. Il est bordé au nord par le fleuve Mula, à l'est par un jardin botanique du gouvernement indien et au sud par le campus grandissant de l'université de Pune. Le climat est tempéré et le secteur est calme.
Le campus comprend une presse universitaire et une fabrique de produits végétariens, Spicer Products and Services. Il possède un Centre de recherche Ellen White, affilié au Ellen G. White Estate. Il est affilié à l'université Andrews, à l'université Griggs et à l'université de Pune.
Spicer Memorial College offre des programmes qui se conforment (avec des adaptations) aux conditions locales. Il décerne des baccalaureate degrees (des licences) en arts appliqués, commerce, gestion commerciale, éducation, informatique, économie, anglais, géographie, histoire, psychologie, sociologie, biotechnologie, microbiologie, musique et science. Il permet d'obtenir des masters en commerce, éducation, MBA, anglais, philosophie religieuse et droit. 